# Il mondo è in pericolo
Il mondo è in pericolo (titolo orig. They Came to Baghdad) è una storia di spionaggio scritta da Agatha Christie e pubblicata nel 1951. La scrittrice si è ispirata per l'ambientazione del romanzo, uno dei pochi da lei scritti del genere azione e spie, ai viaggi compiuti a Baghdad col secondo marito, l'archeologo Max Mallowan.

## Trama
Victoria Jones è una ragazza molto speciale, con un animo molto romantico. Quando conosce un giovanotto di nome Edward, che è in partenza per Baghdad, non ci pensa su due volte e s'imbarca anche lei alla volta del Medio Oriente. Giunta lì, trova una camera in albergo e parte alla ricerca di un lavoro e del suo Edward. Una sera un uomo ferito entra nella sua camera d'albergo e le mormora tre parole prima di morire: "Lucifero...Bassora... Lefarge...". La ragazza si trova così coinvolta in una storia di spionaggio internazionale, e suo malgrado solo grazie a lei si riuscirà a scoprire un complotto di proporzioni immani.

## Edizioni italiane
- Il mondo è in pericolo, Collana Il Giallo Mondadori n.137, Arnoldo Mondadori Editore, 15 settembre 1951,  p. 95. - Collana I Classici del Giallo n.341, Mondadori, 1980 - I Classici del Giallo n.536, Mondadori, 1987.
- Il mondo è in pericolo, traduzione di Maria Teresa Marenco, Collana Oscar n.2042 (Oscar dei Gialli), Milano, Mondadori, 1988,  p. 230, ISBN 978-88-043-1461-5. - Collana Oscar Scrittori del Novecento, Mondadori, 1996, ISBN 978-88-044-1148-2; Edizione illustrata e annotata, Presentazione e cura di Gianni Rizzoni, Collezione Agatha Christie, Milano, CDE, 1997; Collana Oscar Scrittori Moderni, Mondadori, 2003, ISBN 978-88-045-1002-4; Collana Oscar Gialli, Mondadori, 2019, ISBN 978-88-047-1641-9.